# 公園通りで会いましょう
『公園通りで会いましょう』（こうえんどおりであいましょう）は、2000年4月から2004年3月までNHKで放送された公開バラエティ番組である。

## 概要
元々はハイビジョン推進協会が実施した実用化試験放送（BS-9ch）でNHKが製作した情報ワイド番組の『ハイビジョンでこんにちは』→『ハイビジョンときめきワイド』（1998年 - 2000年3月）で、2000年にテント2000みんなの広場というオープンスタジオが完成した際、試験的に数回公開生放送を実施。それを発展させて2000年4月からハイビジョン推進協会・実用化試験放送と衛星第2テレビにて平日日中に『テントでセッション』として放送を開始、2001年10月にタイトルが『テント○○ 公園通りで会いましょう』（○○には西暦が入る）に変更された。2001年度と2002年度は総合テレビでも定時放送され、一時期は『ミッドナイトチャンネル』で録画放送されたこともある。
番組ではレギュラーキャスター（声優・平野文や、NHKのアナウンサーら2名程度が週代わりで出演）と、毎週週代わりで出演するパートナーが番組を進行して、毎回旬の人物をゲストに招いてキャスターらとの対談や季節の話題、ライヴパフォーマンスを展開した。
この番組はみんなの広場が恒常施設みんなの広場ふれあいホールに移行するのに伴って2004年3月で終了し、『お昼ですよ!ふれあいホール』（平日12:20 - 12:45、総合テレビ、2005年9月終了）に継承された。